# Кристијан Холценберг
 Кристијан Холценберг ( ; Хамбург, 2. јануар 1910 — Чудово (СССР) 27. фебруар 1942) бивши је немачки спринт кануиста, који се такмичио крајем тридесетих година прошлог века. Учествовао је на 1. Светском првенству 1938. у Ваксхолму (Шведска) и Олимпијским играма 1936. у Берлину. Такмичио се у кану двоклеку на 10.000 м. Веслао је у пару са својим земљаком Хајнцом Јиргенсом.

## Спортски успеси
Холценберг и Јиргенс освојили су бронзану медаљу у дисциплини кануа двоклека у дисциплини Ц-2 10.000 м.
Пре овог светског првенства Холценберг је учествовао и на Олимпијским играма 1936. у Берлину где је у пару са Валтером Шуром у дисциплини кану двоклек Ц2- 10.000 метара заузео 4. место.